# Lionel Hutz
 (octobre 2019).
Si vous disposez d'ouvrages ou d'articles de référence ou si vous connaissez des sites web de qualité traitant du thème abordé ici, merci de compléter l'article en donnant les références utiles à sa vérifiabilité et en les liant à la section « Notes et références ».
Lionel Hutz est un personnage fictif de la série Les Simpson.
Lionel Hutz est un avocat incompétent qui exerce aussi d'autres professions (il garde Bart et Lisa sous le nom de Miguel Sanchez dans l'épisode Marge en cavale). Les Simpson ont fait appel à lui plusieurs fois, sans succès. Il a été marié un temps à Selma Bouvier, mais ce n'est qu'une évocation de Selma dans l'épisode J'y suis, j'y reste.
Il suit les sirènes d'ambulance afin de gagner des clients, très souvent sans le moindre succès. 
Lionel Hutz au cours de la série exercera aussi d'autres métiers:
- exécuteur testamentaire (notaire) de Gladys Bouvier, tante de Marge, Selma et Patty dans Le choix de Selma.
- Baby-sitter : Il gardera Lisa & Bart sous le nom de Miguel Sanchez dans Marge en cavale.
- Agent immobilier : Dans Marge Business il est le patron de l'agence Le Blazer Rouge ou travaille notamment Gil.
- Cordonnier

Il est doublé en VO par Phil Hartman et en VF par Patrick Guillemin puis par Pierre Laurent (Il ne l'a doublé que dans Salut l'artiste (saison 6)). Après l'assassinat de Phil Hartman en 1998, le personnage a été retiré (tout comme Troy McClure à qui il prêtait également sa voix). Il fit toutefois quelques apparitions muettes par la suite comme dans La Bataille des deux Springfield (saison 12) ou Moe, le baby-sitter (saison 14).
Liste des apparition de Lionel Hutz
- Toute la vérité, rien que la vérité (s2)
- Un amour de grand-père (s2)
- Le palais du gaucher (s3)
- Le petit parrain (s3)
- Un cocktail d'enfer (s3)
- Un tramway nommé Marge (s4)
- Marge a trouvé un boulot (s4)
- La plus belle du quartier (s4)
- Le choix de Selma (s4)
- Ne lui jetez pas la première bière ! (s4)
- Marge à l'ombre (s4)
- Simpson Horror Show IV (s5)
- Marge en cavale (s5)
- La dernière tentation d'Homer (s5)
- L'héritier de Burns (s5)
- Le garçon qui en savait trop (s5)
- Les secrets d'un mariage réussi (s5)
- Le maire est amer (s6)
- Salut l'artiste (s6)
- La Springfield connection (s6)
- Radioactive Man (s7)
- 138ème épisode, du jamais vu ! (s7)
- Le jour où la violence s'est éteinte (s7)
- Vingt deux courts métrages sur Springfield (s7)
- Les ailes du délire (s9)
- Marge business (s9)